# Koenigsegg CCGT

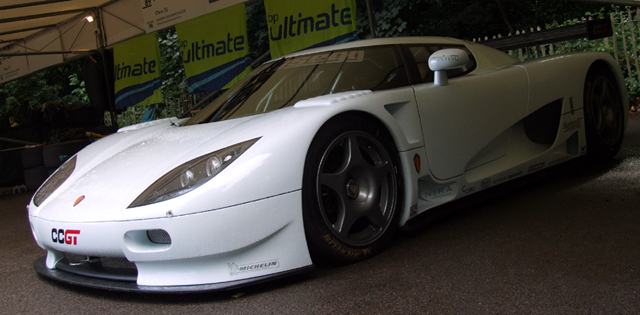
Koenigsegg CCGT

Koenigsegg CCGT är en tävlingsbil med kaross och ram av kolfiber färdigställd av Koenigsegg 2007 enligt dåtidens regler för GT1-tävlan. Bilen är bakhjulsdriven och är bestyckad med en V8 på 6 liter på över 600 hk samt en sexväxlad sekvensiell växellåda.
Bilen bygger på Koenigsegg CCR. Den var tänkt att delta i Fia GT-tävlingar och ta sig an GT1-versioner av exempelvis Saleen S7, Maserati MC12, Lamborghini Murciélago GTR och Aston Martin DBR9. 
Två månader efter att bilen stod klar ändrade Internationella motorsportsförbundet regelverket för GT-1-bilar. Kolfiberkarosser förbjöds samt kravet på antal serietillverkade bilar per år för att få modellen godkänd gick från 20 tillverkade per år till 350 stycken vilket ledde till att projektet stannade av.
På grund av att stora delar av karossen och chassit är gjorda av kolfiber väger bilen endast 1 000 kg. Detta hade gjort det möjligt för racingstallen att fritt placera upp till 100 kg barlast för att uppnå minimumgränsen på 1 100 kg.